# Terminología del atletismo

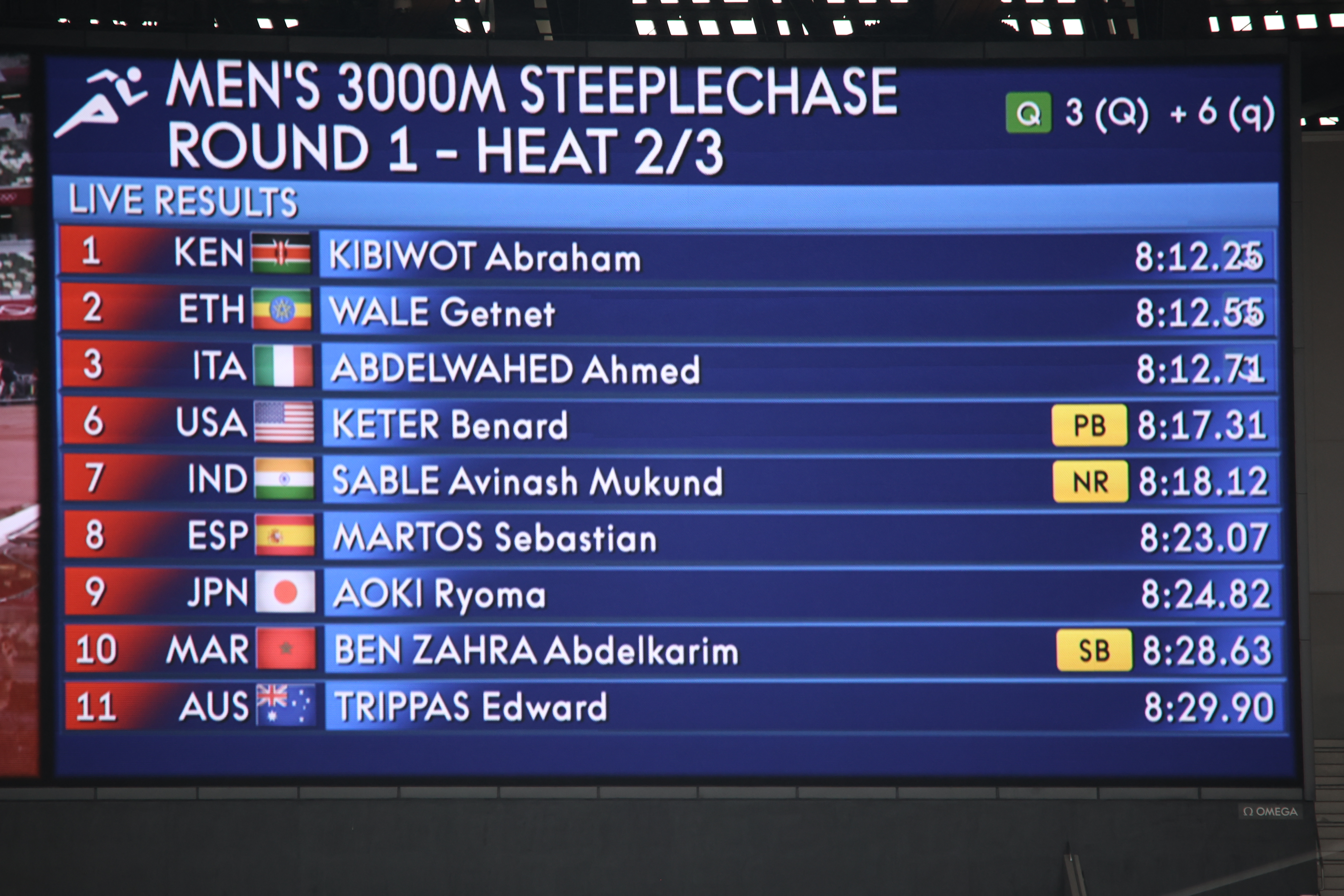
Panel de una competición concreta de atletismo en los Juegos Olímpicos de Tokyo 2020, en la cual se obervan abreviaturas como PB (Personal Best) y NR (New Record).

Los deportes que agrupa el atletismo, utilizan un gran número de estadísticas con el fin de mostrar la información de una manera eficiente, y esta información muchas veces se presenta empleando abreviaturas.
A partir de 1948, la revista Track and Field News se convirtió en líder en la creación y definición de abreviaturas, las cuales han sido adoptadas por la Asociación Internacional de Federaciones de Atletismo (siglas IAAF en inglés), la Association of Track and Field Statisticians, la Association of Road Racing Statisticians, Associated Press, y un sinnúmero de medios de comunicación y organizaciones dedicadas al atletismo.

## Abreviaturas

### Eventos
- CE = Evento combinado (Combined events).
- DMR = Distancia de relevo combinada (Distance Medley Relay).
- DT = Lanzamiento de disco (Discus Throw).
- HJ = Salto de altura (High Jump).
- HM = Media maratón (Half Marathon).
- HT = Lanzamiento de martillo (Hammer Throw).
- JT = Lanzamiento de jabalina (Javelin Throw).
- LJ = Salto de longitud (Long Jump).
- mh = Metros vallas, por ejemplo: 400 metros vallas (metres hurdles).
- PV = Salto con pértiga (Pole Vault).
- SP = Lanzamiento de bala (Shot Put).
- st. = Carreras con obstáculos (Steeplechase).
- TJ = Triple salto (Triple Jump).
- WT = Lanzamiento de bala (Weight Throw).
- XC = Campo a través (Cross country running).

### Récords
- WR = Récord mundial (World Record).
- WIR = Récord mundial indoor (World Indoor Record).
- WJR = Récord mundial de menores (World Junior Record).
- OR = Récord olímpico (Olympic Record).
- CR = Récord del campeonato (Championship Record).
- NR = Récord nacional de un país específico (National Record).
- NJR = Récord nacional de menores de un país específico (National Junior Record).
- DLR = Récord de la Liga de Diamante (Diamond League Record).
- AR = Récord de área (Area Record).
- PR = Récord Panamericano.
- AF = Récord africano.
- AM = Récord americano.
- AS = Récord asiático.
- ER = Récord europeo.
- EL = Líder europeo.
- OC = Récord de Oceanía.
- SA = Récord sudamericano.
- PYR = Récord paralímpico.
- UR = Récord de Universiada.

### Mejores marcas
- WB = Mejor marca mundial para un evento atlético realizado por una organización no afiliada a la IAAF (World Best).
- WYB = Mejor marca mundial de un atleta juvenil (World Youth Best).
- WL = Mejor marca mundial en una temporada (World Leader).
- PB = Mejor marca personal de un atleta (Personal Best).
- SB = Mejor marca de un atleta en una temporada (Season Best).
- NM = Sin marca (No Mark)

### Descalificaciones
Las descalificaciones a menudo hacen referencia al número de la norma IAAF bajo la cual fue descalificado el atleta, por ejemplo: DQ R162.7 (salida en falso).
- DQ = Descalificado (Disqualified).
- 40.1 = Dopaje durante o en relación con el campeonato.
- 40.8 = Dopaje previo al campeonato.
- 41.1 = Dopaje de uno o más miembros del equipo de relevo.
- 144.2 = Dar o recibir ayuda (por ejemplo, con el uso de dispositivos electrónicos).
- 145.2 = Actuar de una manera antideportiva o inadecuada (conducta antideportiva).
- 162.7 = Salida en falso.
- 163.2 = Empujar u obstruir el camino de otro atleta en la pista.
- 168.6 = Derribar un obstáculo fuera del carril.
- 168.7 = Derribar un obstáculo deliberadamente.
- 170.6 = Usar guantes o sustancias para dar un mejor agarre del bastón.
- 170.8 = Obstrucción de otro equipo por un atleta sin bastón.
- 170.11 = Composición del equipo no verificada.

### Otras circunstancias
- DNC = No compitió (Did Not Compete).[1][2]
- DNF = No finalizó (Did Not Finish).
- DNS = No empezó (Did Not Start).
- ND = Sin distancia (No Distance). Cuando un saltador de longitud no logra realizar un salto legal.[3]
- NM = Sin marca (No Mark).
- NT = Sin tiempo (No Time).
- F = Finales.[1]
- h = Cronometrado a mano o calentamiento (hand timed o heats).[1]
- Q = Calificación en una competencia por posición (Qualified).
- q = Calificación secundaria en una competencia, por siguiente mejor tiempo (qualified).
- RE = Calificación por repesca (posición o tiempos, dependiendo de la competición).
- S = Vía recta (Straight track)[4]